# RS-420
Pour les articles homonymes, voir Route 420.
La RS 420 est une route locale du Nord-Ouest de l'État du Rio Grande do Sul reliant la municipalité d'Aratiba, sur le río Uruguay, à la limite avec l'État de Santa Catarina, à celle d'Erechim. Elle ne dessert que ces deux seules communes, et est longue de 63 km.